# 程氏宗祠覃思堂
程氏宗祠覃思堂，位于中国安徽省黄山市屯溪区前园路西侧巷，毗邻程大位故居，是一座清代徽派建筑。1986年开辟为程大位珠算博物馆。
1998年，程氏宗祠公布为安徽省文物保护单位。
程大位故居和程氏宗祠紧邻居民区，存在若干消防隐患。